# Louis Ségura
Pour les articles homonymes, voir Segura (homonymie).
Louis Ségura, (ou Luis Segura Bretons, né le 23 juillet 1889 à Sidi Bel Abbès et mort en 1963 à 74 ans)  est un gymnaste français qui participa aux Jeux olympiques d'été de 1908 et 1912 ainsi qu'aux derniers Championnats du monde de gymnastique artistique organisés avant le premier conflit mondial.

## Biographie
Il est né espagnol, fils de Pedro José Segura, journalier, et de Pepa Bretons. Il appartint au club L'Oranaise à Oran, puis à celui de La Bel Abbésienne.
En septembre 1902, à 13 ans, il obtenait déjà le 1er prix de gymnastique aux Fêtes de la société de La "Mascaréenne" (médaille de vermeil et palme de la municipalité de Mascara).
En mai 1913, il fut encore huitième du concours fédéral de l'Union des sociétés de gymnastique de France, organisé à Vichy, au concours individuel artistique.
Il épouse le 14 décembre 1914 Irène Éléonore Gapin, puis il se remarie le 14 février 1930 avec Maria-Mercédès Serdan.

## Palmarès

### Jeux olympiques
- Londres 1908
  -  médaille de bronze au concours général individuel

- Stockholm 1912
  -  médaille d'argent au concours général individuel

### Championnats du Monde
- Prague 1907
  -  Médaille d'argent au concours par équipes
  -  Médaille de bronze aux barres parallèles

- Turin 1909
  -  Médaille d'or au concours par équipes

- Paris 1913
  -  Médaille d'argent au concours par équipes